# سایان ورلدز
سایان ورلدز (انگلیسی: Cyan Worlds) شرکت بازی ویدئویی آمریکایی است، که در سال ۱۹۸۷ تأسیس شد.